# كريم مرابطي
كريم مرابطي (بالسويدية: Kerim Mrabti)‏ (20 مايو 1994 في السويد - ) هو لاعب كرة قدم سويدي في مركز الوسط. شارك مع منتخب السويد تحت 19 سنة لكرة القدم ومنتخب السويد تحت 21 سنة لكرة القدم ومنتخب السويد لكرة القدم. أما مع النوادي، فقد لعب مع نادي يورغوردينس وأي كي سيريوس وEnköpings SK FK ‏.

## روابط خارجية
- كريم مرابطي على موقع اتحاد السويد (السويدية)
- كريم مرابطي على موقع قاعدة بيانات كرة القدم.إي يو (الإنجليزية)
- كريم مرابطي على موقع ليكيب (الفرنسية)
- كريم مرابطي على موقع ناشيونال فوتبول تيمز (الإنجليزية)
- كريم مرابطي على موقع Soccerway.com (الإنجليزية)